# Santiago de Quero
Santiago de Quero (o semplicemente Quero) è una parrocchia urbana dell'Ecuador, capoluogo dell'omonimo cantone, nella provincia del Tungurahua.